# 남면 버스
남면 버스(Nam-myun Bus)는 한국에서 제작된 김주석 감독의 2006년 드라마, 코미디 영화이다. 홍승환 등이 주연으로 출연하였다.

## 출연

### 주연
- 홍승환
- 김수진
- 손영순

## 제작진
- 프로듀서: 이상근
- 조연출: 정영호
- 붐어시스턴트: 정현수
- 미술: 신주연